# Économie de la Chine sous la dynastie Ming

L'Empire Ming vers 1580

L' économie de la Chine sous la dynastie Ming (1368–1644) est florissante, le pays étant alors la première puissance économique mondiale. La période des Ming est considérée comme étant l'un des trois âges d'or de la Chine, les deux autres étant les périodes Han et Tang. Cette période est marquée par l'influence politique croissante des marchands, l'affaiblissement progressif de la domination impériale et les progrès technologiques .

## Monnaies
Au début de la dynastie Ming le pouvoir central tente d'utiliser le papier-monnaie, la circulation et l'approvisionnement en lingots d'or étant limitées par l'interdiction du commerce extérieur privé. Mais, comme cela avait été le cas sous les dynasties Song et Yuan qui avaient déjà tenté la même expérience, les billets de banque des Ming ont été victimes d'une contrefaçon et d'une hyperinflation massives. C'est ainsi qu'en 1425, les billets Ming se négocient à environ 0,014% de leur valeur d'origine, fixée pendant le règne de l'empereur Hongwu. Si ces billets restent en circulation jusqu'en 1573, leur impression prend fin dés1450. À côté du papier monnaie, les autorités Ming frappent des pièces de monnaie de faible valeur, avec des alliages constitués de métaux communs. Cependant, plus qu'avec des billets ou des pièces, le commerce s'effectue principalement en utilisant des lingots d'argent comme moyens de paiement. Comme leur pureté et leur poids exact varient, ils sont traités comme s'ils étaient des lingots d'or et mesurés en tael . Ces " sycee " de fabrication privée sont utilisés pour la première fois dans le Guangdong, et leur usage s'étend à la région du Yangtsé inférieur peu de temps avant 1423, date à laquelle ils sont officiellement accepté comme moyens de paiement pour les impôts et taxes. Au milieu du XVe siècle, la rareté de l'argent en circulation provoque une contraction monétaire et un retour important au troc. Ce problème est résolu par l'importation, d'abord clandestine puis légale, d'argent japonais, ce principalement par les Portugais et les Néerlandais, et d' argent espagnol de Potosí transportés par les galions de Manille. Les impôts provinciaux doivent être payés en argent à partir de 1465; la taxe sur le sel, en 1475; et exemptions de la corvée, en 1485. À la fin des Ming, la quantité d'argent utilisée est extraordinaire : à une époque où les commerçants anglais considèrent qu'avoir des dizaines de milliers de livres est être à la tête d'une fortune exceptionnelle, le clan des marchands Zheng se livre régulièrement à des transactions évaluées à plusieurs millions de taels. Cependant, une seconde contraction monétaire se produit au milieu du XVIIe siècle lorsque le roi Philippe IV d’Espagne commence à appliquer des lois limitant le commerce direct entre l'Amérique du Sud espagnole et la Chine, ce à peu près au même moment où le nouveau shogunat Tokugawa prend le pouvoir au Japon et restreint la plupart de ses exportations étrangères, empêchant ainsi les Néerlandais et les portugais d'avoir accès à l'argent japonais. Ce double blocage provoque une flambée spectaculaire de la valeur de l'argent en Chine, ce qui rend le paiement des impôts presque impossible pour la plupart des provinces. La situation est telle qu'In extremis, le gouvernement remet en circulation du papier-monnaie au milieu de la rébellion de Li Zicheng .

## Les manufactures

### Privatisation
Une autre caractéristique clé de l'industrie manufacturière Ming est la privatisation . Contrairement a la période de la dynastie Song, durant laquelle les entreprises publiques jouent un rôle important, les Ming reviennent aux anciennes politiques de "laissez-faire" des Han orientaux, en privatisant les industries du sel et du thé. Le résultat de cette politique est qu'au milieu de la dynastie Ming, de puissants groupes de riches marchands ont remplacé l'État en tant que moteur dominant de l'industrie chinoise.

### Émergence du travail salarié
Le gouvernement Ming aboli le travail forcé obligatoire des paysans, massivement utilisé par les dynasties précédentes, et le remplace par du travail salarié . Une nouvelle classe de travailleurs salariés apparait donc, là où il n'en existait pas auparavant. Rien qu'à Jingde, on trouve pas moins de 300 usines de poterie, employant toutes des ouvriers salariés.

## Promotion de l'agriculture dès le règne d'Hongwu
Afin de se remettre du règne des Mongols et de leurs guerres qui ont épuisé la Chine, l'empereur Hongwu adopte des politiques pro-agricoles. L'État investi massivement dans les canaux d'irrigation agricoles et réduit les taxes sur l'agriculture à 1/30 de la production, puis à 1,5% de la production agricole. Les agriculteurs Ming introduisent également de nombreuses innovations telles que des charrues à propulsion hydraulique et de nouvelles méthodes agricoles telles que la rotation des cultures. Cela permet une augmentation de la production agricole assez importante pour permettre de dégager un excédent agricole massif, qui devient la base d'une économie de marché.

### Émergence de plantations commerciales
La période Ming voit l'essor de plantations commerciales, qui produisent des cultures adaptées à leurs régions. Du thé, des fruits, de la peinture utilisant des pigments naturels et d'autres biens agricoles sont produits à grande échelle par ces plantations. Les modèles régionaux de production établis au cours de cette période se poursuivent sous la dynastie Qing. L'échange colombien permet d'introduire de nouvelles cultures en Chine, telles que le maïs. C'est également sous les Ming que l'on voit apparaître des zones de culture spécialisées, avec un grand nombre de cultures commerciales destinées uniquement à la vente sur les marchés. On voit également un grand nombre de paysans abandonner l'agriculture pour devenir artisans. La conséquence de cette prospérité agricole est une explosion de la population chinoise ; les estimations pour la population sous les Ming allant de 160 à 200 millions.

### Marchés ruraux pendant les Ming
L'agriculture Ming a donc beaucoup changé par rapport aux dynasties précédentes, entre l'émergence de ces zones gigantesques, dédiées uniquement à des cultures à haute valeur ajoutée, et la multiplication des outils et des charrettes agricoles, certaines bénéficiant d'une propulsion hydraulique. Tout ceci a donc contribué à créer un gigantesque surplus agricole qui a constitué la base de l'économie rurale. Outre le riz, d'autres cultures sont cultivées à grande échelle.
Si le cliché des petits fermiers autarciques sans aucun lien avec le reste de la Chine pouvait refléter une certaine réalité sous les dynasties Han et Tang, il vole en éclats pendant la dynastie Ming. Sous les Ming, l'augmentation de la population et la diminution des terrains de bonne qualité disponibles obligent les agriculteurs à vivre de cultures commerciales. Beaucoup de marchés spécialisés dans ces cultures apparaissent dans les campagnes, où les marchandises sont échangées et/ou troquées.
À côté de ces marchés ruraux, d'autres de type urbain-rural se développent en Chine. C'est là que des produits ruraux sont vendus aux citadins. Ils commencent à apparaitre lorsque les grands propriétaires ruraux décident de résider en ville et non plus sur leurs exploitations, et d'utiliser les revenus provenant desdites exploitations pour faciliter les échanges dans les villes. Les autres grands utilisateurs de ce type de marché sont les marchands professionnels qui achètent des produits ruraux en grandes quantités.
Enfin, il existe un troisième type de marché, le « marché national » qui apparait pendant la dynastie Song et se développe considérablement sous les Ming. Ce marché implique non seulement les échanges décrit ci-dessus, mais également des produits fabriqués directement pour être vendus dans toute la Chine et au-delà. Contrairement à ce qu'il se passait durant les dynasties précédentes, de nombreux paysans Ming ne produisent plus uniquement les produits dont ils ont besoin ; beaucoup d'entre eux produisent des biens pour le marché, qu'ils vendent ensuite avec profit.

## Commerce et investissement

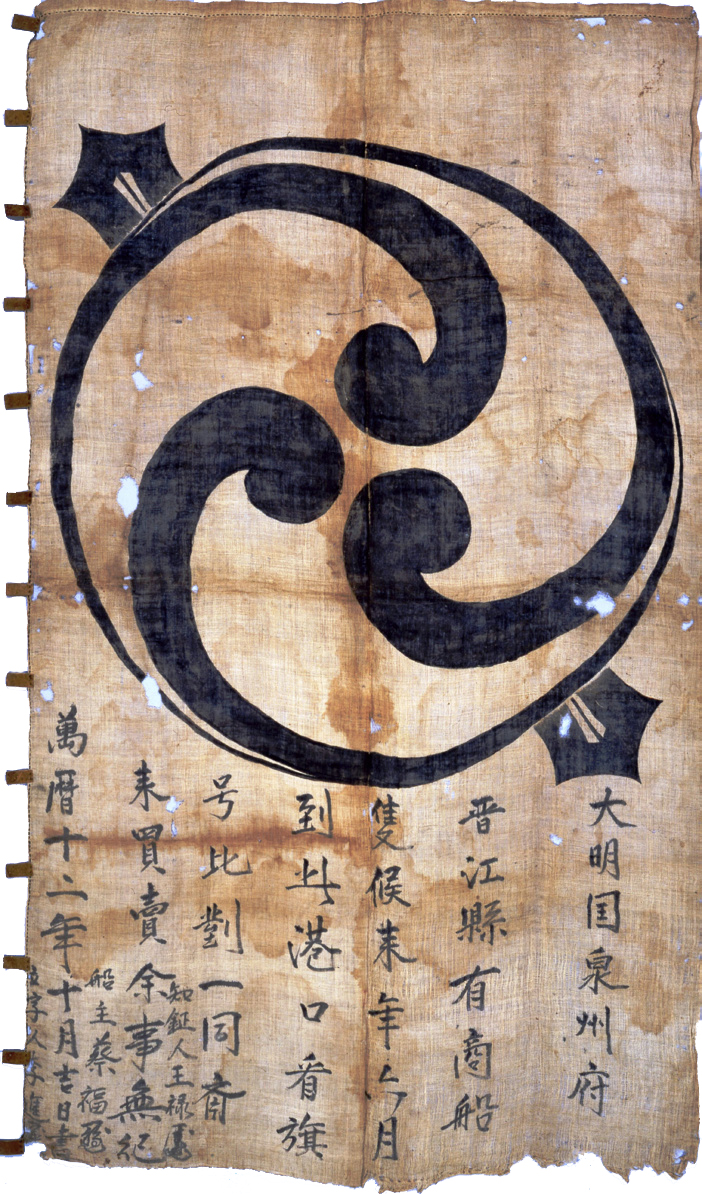
Pavillon des navires commerciaux Japon-Ming datant de 1584. Il porte les signatures et kaō, ou signatures stylisées, de trois marchands Ming et a été déposé l'année suivante, à leur arrivée au Japon, dans l'actuel Shimonoseki (Archives préfectorales de Yamaguchi)

Au début des Ming, après les destructions liées aux guerres ayant chassé les Mongols de Chine, l'empereur Hongwu impose de sévères restrictions au commerce (le « haijin »). Croyant que l'agriculture est la base de l'économie, Hongwu favorise cette industrie par-dessus tout, y compris au détriment des marchands. Après sa mort, la plupart de ses politiques sont abolies par ses successeurs. À la fin de la dynastie Ming, l'État perd son pouvoir au profit des marchands, ceux-là mêmes dont Hongwu voulait restreindre la puissance.
La dynastie Ming s'engage également dans un commerce florissant avec l'Europe et le Japon. La quantité d'argent injectée dans l'économie chinoise par ce commerce sous la dynastie Ming est estimée par Joseph Needham à 300 millions de taels, ce qui équivaut à plus de 190 milliards de dollars actuels. En plus de l'argent, les Ming importent également de nombreuses armes à feu européennes, afin d'assurer la modernité de leur armement.
La prospérité du commerce dans cette économie libéralisée est aidée par la construction de canaux, de routes et de ponts par le gouvernement Ming. Cette période voit naître plusieurs clans marchands tels que les Huai et Jin, qui disposent de grandes quantités de richesses. Les classes de la noblesse et des marchands commencent à fusionner, et les marchands gagnent du pouvoir aux dépens de l'État. La fortune de certains marchands est estimée à 30 millions de taels.
Durant cette période, la Chine est un rouage central du commerce mondial. Les échanges commerciaux avec le Japon se poursuivent sans entrave malgré l'embargo, via les passeurs chinois, les ports d'Asie du Sud-Est ou les Portugais. La Chine est alors entièrement intégrée au système commercial mondial.
En Europe, il existe une grande demande pour les produits chinois tels que la soie et la porcelaine. Les Européens n'ayant pas de biens ni de matières premières que la Chine désire, ils vendent de l'argent aux Chinois pour compenser leur déficit commercial. À l'époque des grandes découvertes, les Espagnols entrent en possession de grandes quantités d'argent, dont la majeure partie provient des mines d'argent de Potosí. Ils utilisent cet argent pour alimenter leur économie commerciale. Les mines d'argent hispano-américaines sont alors les sources d'approvisionnement les moins chères au monde, produisant 40 000 tonnes d'argent en 200 ans. La destination ultime des quantités massives d'argent produites dans les Amériques et au Japon est la Chine. De 1500 à 1800, le Mexique et le Pérou produisent environ 80%  de l'argent mondial, et 30% de celui-ci se retrouve finalement en Chine. À la fin du 16e et au début du 17e siècle, le Japon exporte également beaucoup d'argent en Chine. L'argent des Amériques passe principalement à travers l'Atlantique, avant de se diriger vers l'Extrême-Orient. Les principaux avant-postes du commerce de l'argent se trouvent dans les pays d'Asie du Sud-Est, comme les Philippines. La ville de Manille sert alors d'avant-poste principal pour les échanges de marchandises entre les Amériques, le Japon, l'Inde, l'Indonésie et la Chine. Mais si le commerce des métaux précieux passe principalement par l'Atlantique, à côté, une grande quantité d'argent traverse également l'océan Pacifique directement depuis les Amériques.
Le commerce avec la Chine des Ming via Manille est une source majeure de revenus pour l'Empire espagnol et une source fondamentale de revenus pour les colons espagnols des îles Philippines. Jusqu'en 1593, deux ou plusieurs navires partaient annuellement de chaque port de l'archipel, à destination de la Chine. Le commerce des galions est alimenté principalement par les marchands des zones portuaires du Fujian qui se rendent à Manille pour vendre aux Espagnols des épices, de la porcelaine, de l'ivoire, des laques, des tissus en soie et d'autres produits de valeur. Les cargaisons varient d'un voyage à l'autre mais comprennent souvent des marchandises provenant de toute l’Asie jade, cire, poudre à canon et soie de Chine; ambre, coton et tapis d'Inde; épices d'Indonésie et de Malaisie; ainsi qu'une grande variété de produits provenant du Japon, incluant des éventails, des coffres, des écrans et de la porcelaine.

### Imposition
La fiscalité Ming est légère. Les taxes sur l'agriculture ne représentent que 1/30 de la production agricole au début de la dynastie et sont ensuite réduites à 1/50 de la production. Les taxes sur le commerce représentent également 1/30 du commerce, mais sont ensuite réduites à 1,5%. Ces faibles taxes stimulent le commerce, mais affaiblissent gravement l'État. Comme pour les dynasties précédentes, le sel est une source importante de revenus de l'État, mais exige une gestion constante et compétente. Avec l'arrivée du petit âge glaciaire au XVIIe siècle, les faibles revenus de l'État et son incapacité à augmenter les impôts causent des déficits massifs, et à la fin de la dynastie, un grand nombre de soldats Ming font défection ou se rebellent parce qu'ils n'ont pas été payés.

### Affaiblissement de l'État
Pendant les Ming, les contrôles imposés à l'économie sont progressivement assouplis. Les monopoles d'État sur le sel et le fer prennent fin avec la privatisation de ces industries et de bien d'autres. Les impôts sont réduits par rapport aux niveaux élevés imposé par les Mongols pendant la dynastie yuan, et les Ming ont l'un des taux d'imposition par personne les plus bas au monde. L'ensemble du commerce extérieur, estimé à jusqu'à 300 millions de taëls, n'assure aux Ming qu'environ 40 000 taëls de revenus fiscaux par an. Lorsque l'empereur Wanli cherche à augmenter la taxe sur le sel, ses mesures sont combattues par la violence et les eunuques qu'il envoie collecter cette taxe sont décapités par les fonctionnaires locaux.

### Les débuts du capitalisme
Les investissements et les capitaux quittent le secteur agricole au profit des entreprises. Poursuivant une tendance apparue pendant la dynastie Song, les investisseurs Ming injectent de grandes quantités de capitaux dans des entreprises et récoltent en retour des bénéfices élevés. De nombreux érudits chinois pensent que la dynastie Ming correspond à la période durant laquelle les « pousses du capitalisme » émergent en Chine, pour être ensuite supprimées par la dynastie Qing. Cette théorie est largement promue par les érudits communistes pendant la période maoïste, et alimente la condamnation par le régime en place des Mandchous de la dynastie Qing, qui sont alors accusés d'avoir mal géré l'État chinois face aux empiètements des puissances étrangères.

## Voir également
- Économie de la Chine sous la dynastie Han
- Économie de la dynastie Song